# Carta termica

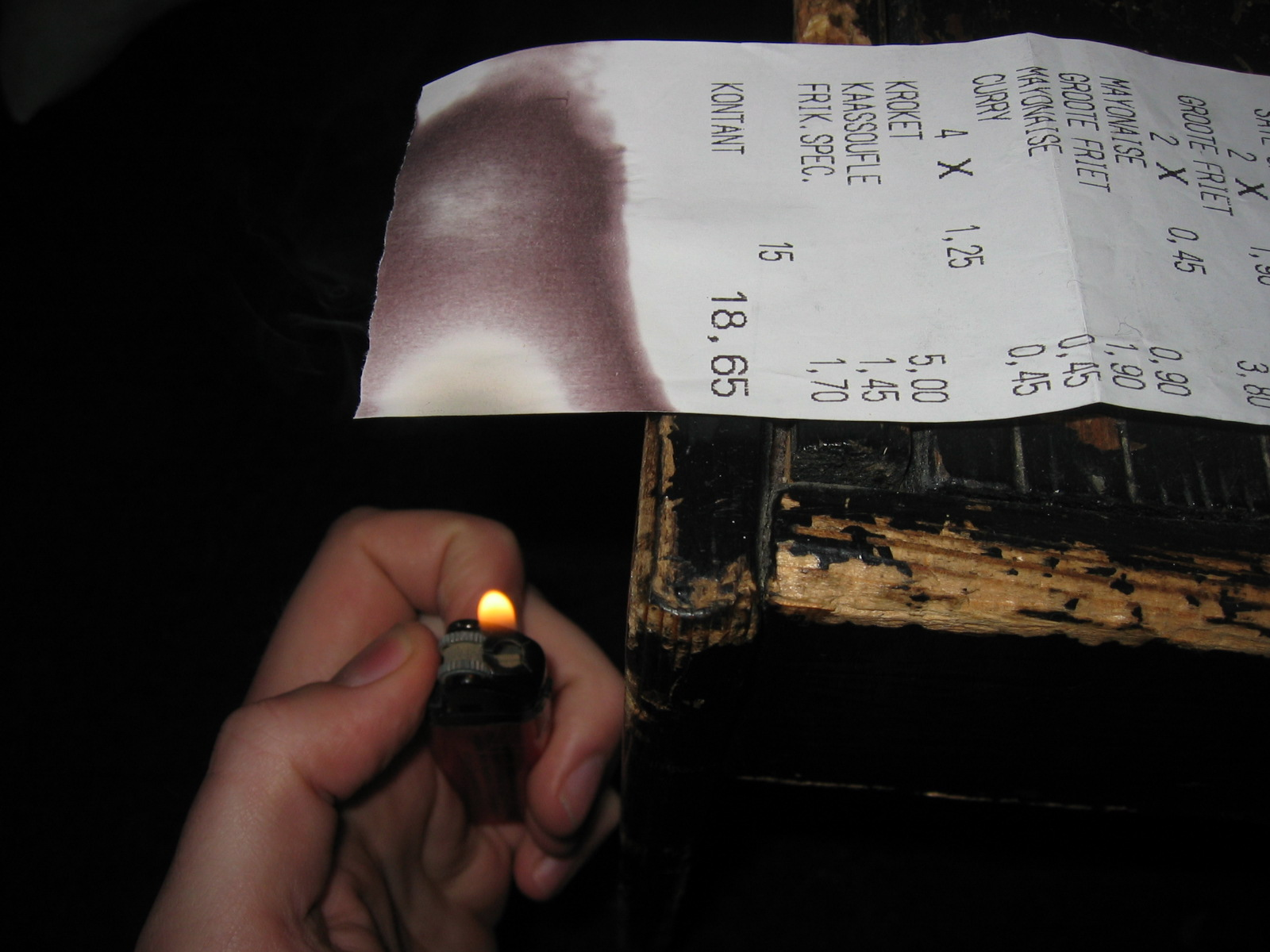
Uno scontrino fiscale su carta termica. Il calore fa cambiare colore al colorante sulla carta.

La carta termica è una speciale tipologia di carta destinata alla stampa di piccolissime tirature.
I fogli, che all'occhio risultano semilucidi da un lato, sono ricoperti da un'emulsione formata dal colorante e dallo specifico reattivo.
All'atto della stampa la testina della stampante viene surriscaldata e sfiorando il foglio fa avvenire la reazione tra colorante e reattivo generando l'immagine.
Largamente utilizzata fino a pochi anni fa come supporto di stampa per Fax, la carta termica sta trovando un grande campo d'applicazione nel ramo dei registratori di cassa come supporto cartaceo per la stampa degli scontrini.

## Storia
Il primo tipo di carta termica venne sviluppato da NCR Corporation (con l'uso di colorante sintetico) e 3M (con l'uso di sali metallici). La tecnologia di NCR, anche se meno duratura della più costosa ma più affidabile tecnologia di 3M, divenne col tempo la leader del mercato.
Texas Instruments inventò la prima testina di stampa nel 1965, e il Silent 700, un terminale con stampante termica, venne immesso sul mercato nel 1969. Il Silent 700 fu il primo sistema a stampa termica a stampare su carta termica.
Negli anni '70 e più tardi negli '80, produttori giapponesi (come Ricoh, Jujo, e Kanzaki) usando coloranti con una base chimica simile formarono delle società con i produttori di stampanti di codici a barre (come TEC, Sato, e altri) ed entrarono nell'emergente industria globale dei codici a barre, specialmente nei supermercati. I produttori statunitensi come Appleton (su licenza di NCR), Nashua Corporation, Graphic Controls, e altri lottarono per guadagnare quote di mercato. Con l'arrivo di etichette sensibili alla pressione, produttori quali Avery Dennison divennero i maggiori acquirenti per l'utilizzo di carta termica per le etichette.
Nei tardi anni '80 e '90, trasferimento a caldo, stampa laser, elettrofotografia, e, in misura minore, stampa a getto d'inchiostro cominciarono ad essere utilizzate nella stampa di codici a barre nelle industrie e nei magazzini grazie alla loro migliore resistenza. La stampa termica diretta ha fatto un rapido ritorno con la stampa di scontrini fiscali (le pompe di benzina, i registratori di cassa, ricevute di noleggio auto, ecc.).
Nel 2006, la divisione Systemedia di NCR Corporation ha introdotto una tecnologia per stampare su carta termica a doppia faccia, chiamata "2ST".

## Vantaggi e svantaggi
La stampa è assolutamente silenziosa, ma sono possibili cancellazioni accidentali dello stampato causate da fonti di calore, come sole o termosifoni. La stampa inoltre tende a sbiadire nel tempo, dando luogo al noto fenomeno per cui dopo un po' di tempo gli scontrini a stampa termica diventano illeggibili.
Un'altra problematica concerne il corretto riciclaggio della carta termica usata (per esempio gli scontrini di pagamento); in linea di massima, per le sostanze chimiche contenute, la carta termica non va conferita nella carta riciclabile ma nei rifiuti indifferenziati.
Sono attualmente allo studio sostanze alternative all'uso del bisfenolo A sospetto cancerogeno, contenuto nella carta .